# Aller
Aller este un râu cu lungimea de 211 km, afluent de pe versantul drept a lui Weser, situat în Saxonia-Anhalt și Saxonia Inferioară, Germania. Râul este afluentul cu cel mai mare debit de apă a lui Weser, el are suprafața bazinului de colectare de 15.744 km² cea ce reprezintă o treime din bazinul de colectare a lui Weser.

## Izvor
Râul izvorăște în apropiere de Seehausen (Börde), la nord de Oschersleben (Bode), în nordul vestul regiunii Magdeburger Börde din landul  Saxonia-Anhalt. Aller se formează prin confluența mai multor pârâuri care vin din regiunea comunelor Wormsdorf, Ovelgünne și Eggenstedt.

## Curs
La început cursul are o direcție spre nord-vest, va trebui să ocolească regiunea mai înaltă Flechtinger Höhenzug (179 m), traversează localitățile Eilsleben și Weferlingen de la Oebisfelde la granița cu Saxonia Inferioară își schimbă direcția cursului spre vest. Traversează localitățile Wolfsburg, Gifhorn, Müden (Aller), Wienhausen, Celle (de aici navigabil), Winsen (Aller), Ahlden, Rethem (Aller), Verden (Aller) și după câțiva kilometri se varsă în Weser.

### Ecluze
| Loc         | Amplasare | Lungime | Lățime | Inălțime | Anul de construcție |
| ----------- | --------- | ------- | ------ | -------- | ------------------- |
| Oldau       | km 14,7   | 159 m   | 10 m   | 3,21 m   | 1911                |
| Bannetze    | km 26,7   | 159 m   | 10 m   | 2,40 m   | 1913                |
| Marklendorf | km 38,3   | 159 m   | 10 m   | 3,22 m   | 1914                |
| Hademstorf  | km 49,8   | 159 m   | 10 m   | 1,23 m   | 1916                |